# Gentherm Incorporated
A Gentherm Incorporated (korábban Amerigon) készítette az első termoelektronikusan fűtött és hűtött ülésrendszert az autóipar számára.
A vállalat manapság különböző iparágak termomenedzsment technológiai hűtő-fűtő és hőkontrol berendezéseinek és megoldásainak fejlesztője, gyártója és forgalmazója.
A Gentherm a NASDAQ-on jegyzett (jele: THRM). A vállalat központja az USA-ban, Michigan államban, Northville-ben található.
A Gentherm Inc. 20+ telephellyel rendelkezik az alábbi országokban:
- Dél-Korea,
- Egyesült Királyság,
- Észak-Macedónia,
- Japán,
- Kanada,
- Kína,
- Magyarország,
- Málta,
- Mexikó,
- Németország,
- Ukrajna,
- USA és
- Vietnám.

## Magyarországon
Magyar leányvállalata a Gentherm Hungary Kft. Főként az autóiparban tevékenykedik. Még W.E.T. Automotive Systems Magyarország Kft. néven kezdte el működését Magyarországon 1994-ben 10+ fővel. A kezdetekben összeszerelés zajlott, idővel a vállalat megszerezte az akkoriban szükséges autóipari certifikációkat is (QS 9000 és VDA 6.1, ISO/TS 16949). A kétezres évek elején nemcsak a létszám futott fel, hanem fejlődésnek is indult a pilisszentiváni telephely: az akkori német anyavállalat az ülésfűtések termékfejlesztését is a képzett magyar szakemberekre bízta, új csarnokok és K+F központ épült. A kétezres évek közepétől a szériagyártás áttelepítése után a vállalat fő profiljává a termékfejlesztés és a logisztika vált. 2013-ban a W.E.T. részvényeinek többségi tulajdonosává vált az Amerigon vállalat (az Amerigont 1991-ben alapították az USA-ban), kezdetben párhuzamosan működött a két cég, majd egy új név/brand/vállalat jött létre: a Gentherm Inc. A magyar leányvállalat 2014-ben vált Gentherm Hungary Kft-vé.

## Fordítás
Ez a szócikk részben vagy egészben  a   Gentherm Incorporated című angol Wikipédia-szócikk ezen változatának fordításán alapul.  Az eredeti cikk szerkesztőit annak laptörténete sorolja fel. Ez a jelzés csupán a megfogalmazás eredetét és a szerzői jogokat jelzi, nem szolgál a cikkben szereplő információk forrásmegjelöléseként.